# Elaphoidella cvetkae
Elaphoidella cvetkae is een eenoogkreeftjessoort uit de familie van de Canthocamptidae. De wetenschappelijke naam van de soort is voor het eerst geldig gepubliceerd in 1983 door Petkovski.